# 森正勝
森 正勝（もり まさかつ、1947年1月22日 - ）は、日本の実業家、公認会計士。アクセンチュア代表取締役社長や、同社代表取締役会長、国際大学学長などを歴任した。

## 人物・経歴
山形県の農家の7人兄弟の末っ子として生まれる。山形県立楯岡高等学校を経て、 1969年新潟大学人文学部経済科卒業、アーサーアンダーセンアンドカンパニー入社。1972年公認会計士第3試験合格、公認会計士資格取得。
1981年アンダーセンコンサルティングパートナー。1981年アンダーセンコンサルティングアジア・太平洋地区製造業統括パートナー。1989年アンダーセンコンサルティング本部役員会メンバー。1989年アンダーセンコンサルティング日本代表。1992年アンダーセンコンサルティンググローバル経営委員会メンバー。1995年アンダーセンコンサルティング代表取締役社長。
2001年アクセンチュア代表取締役社長、アクセンチュア・リミテッド・ボード・ディレクター。2003年アクセンチュア代表取締役会長。2005年アクセンチュア取締役会長、スカイパーフェクト・コミュニケーションズ取締役。
2006年クオンタムリープ取締役、立命館大学客員教授。2007年アクセンチュア最高顧問、スカパーJSAT取締役。2008年スカパーJSATホールディングス取締役、エリーパワー監査役。2009年国際大学学長。2010年日本NCR監査役、インテリジェンスホールディングス取締役、スタンレー電気取締役。2012年国際大学理事。2013年国際大学特別顧問、国際大学名誉教授。同年国際大学副理事長、ヤマトホールディングス取締役。２０２１年株式会社ファストリティリング監査役
2015年キリンホールディングス監査役。2016年昭和女子大学監事。2018年国際大学特別顧問。2019年キリンホールディングス取締役。立命館大学大学院経営管理研究科アドバイザリーボード座長、東京工業大学学長アドバイザリーボード委員、新潟大学経営協議会委員、アラバマ大学国際経営アドバイザリーボードメンバー、早稲田大学客員教授、京都産業大学客員教授、立命館大学客員教授なども務めた。